# (2060) Chiron
Pour les articles homonymes, voir Chiron.
95P/Chiron
(2060) Chiron, aussi désigné comme 95P/Chiron, est un centaure actif d'environ 180 kilomètres de diamètre orbitant autour du Soleil entre Saturne et Uranus.

## Histoire
Chiron fut découvert par Charles T. Kowal le 18 octobre 1977 à l'aide du télescope de 1,2 mètre de l'Observatoire Palomar en Californie et désigné provisoirement 1977 UB. En fait, ce corps avait déjà été photographié auparavant, la première fois par l'atlas céleste Harvard (Cambridge, Massachusetts) le 24 avril 1895. Il fut tout d'abord considéré comme un astéroïde, mais le plus lointain qui avait jamais été observé à cette époque. Cependant, Kowal n'écarta pas la possibilité qu'il pouvait s'agir d'une comète et proposa en 1978 de le nommer « Chiron », la dualité homme/cheval de l'animal mythique qu'est le centaure renvoyant à la possible nature astéroïde/comète du corps.
En 1988, on mesura un accroissement soudain de la luminosité de Chiron de près d'une magnitude, un comportement typique des comètes. En 1989, une chevelure et une queue furent observées, indiquant par là que Chiron était bel et bien une comète. Mais avec un diamètre de 166 kilomètres, Chiron est largement plus grand que n'importe quelle autre comète connue. On continue donc à classer Chiron à la fois parmi les planètes mineures, sous la désignation (2060) Chiron, et parmi les comètes, sous la désignation 95P/Chiron.

## Caractéristiques
Chiron est maintenant classé comme un centaure, le premier d'une catégorie d'objets orbitant parmi les planètes externes. Les centaures n'ont pas d’orbites stables sur plusieurs centaines de milliers d'années et Chiron, dont l'orbite ne peut pas être déterminée ou retracée avec précision au-delà de 2 000 ans, est le plus souvent considéré comme un objet de la ceinture de Kuiper, placé sur une orbite plus interne à la suite de perturbations gravitationnelles. En effet, après l'analyse des matériaux se sublimant à la surface de Chiron, on estime que ceux-ci seraient complètement vaporisés en quelques millions d'années si Chiron se maintenait sur son orbite actuelle, indiquant qu'il proviendrait de plus loin et qu'il n'est pas d'origine astéroïdale. De plus, Chiron est de taille similaire aux objets de la ceinture de Kuiper qui ont été découverts.
En 1998 son diamètre a été estimé à 166 km.
Il est possible que l'orbite de Chiron entre en résonance dans le rapport 2:1 (avec Saturne ou Uranus ?) dans les prochains 10 000 ans. Il est possible que Chiron devienne une comète à courte période.

## Anneaux
La possible existence d'un système de deux anneaux a été annoncée le 26 janvier 2015, à la suite de la réanalyse de plusieurs occultations d'étoile par Chiron. L'idée de cette réanalyse a pour origine l'annonce début 2014 de la découvertes d'anneaux autour du centaure (10199) Chariclo et la similitude des événements observés dans les deux cas. (2060) Chiron, deuxième plus gros centaure connu, devient ainsi la deuxième planète mineure et en même temps le deuxième centaure, après (10199) Chariclo, le plus gros centaure connu, autour duquel des anneaux sont détectés.
Chiron serait ainsi le plus petit objet connu ayant des anneaux.

## Étymologie
Il porte le nom du centaure Chiron, personnage de la mythologie grecque.
En astrologie, son symbole est .

## Galerie

Caractéristiques de Chiron
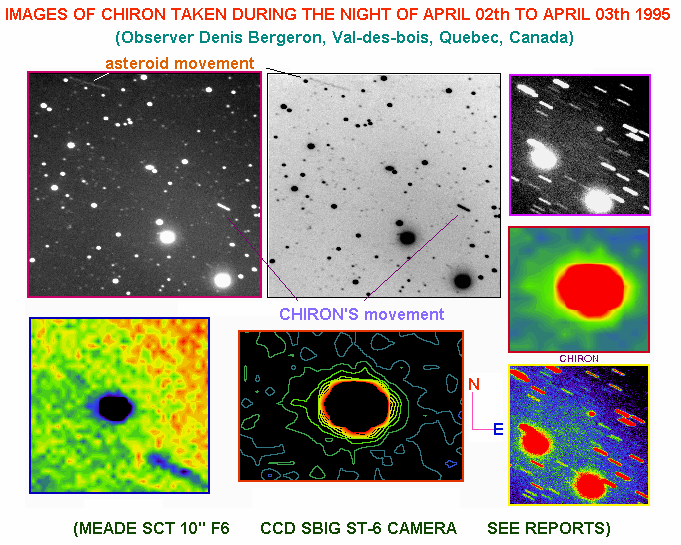
Chiron, le 3 avril 1995.
Animation de l'orbite excentrée de Chiron.
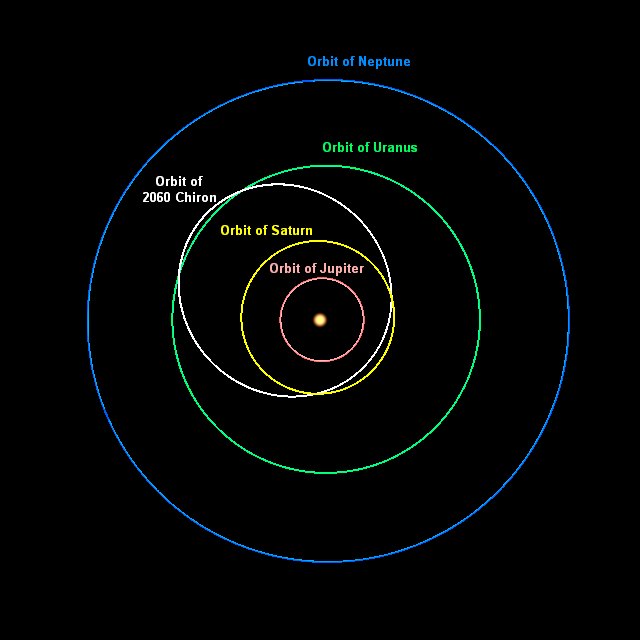
L'orbite de Chiron avec celles de Jupiter, Saturne, Uranus et Neptune.
L'orbite instable et chaotique de Chiron est représentée dans un référentiel en rotation. Saturne est stationnaire à 135° et l'orbite de Jupiter est en bleu.